# Густав Цушнайд
Густав Цушнайд (нім. Gustav Zuschneid; 27 березня 1896, Бреслау — ?) — німецький офіцер, оберштурмбаннфюрер СС і оберст-лейтенант охоронної поліції.
Член НСДАП (партійний квиток №1 330485) і СС (9 жовтня 1937, посвідчення №288 601).

## Звання[1]
- Унтер-вахмістр поліції (1 серпня 1921)
- Кандидат в офіцери поліції (1928-29) — під час навчання у поліцейському училищі Потсдама.
- Лейтенант поліції (11 квітня 1930)
- Обер-лейтенант поліції (9 листопада 1933)
- Гауптман охоронної поліції (20 квітня 1936)
- Гауптштурмфюрер СС (9 жовтня 1937)
- Майор охоронної поліції (26 січня 1942)
- Штурмбаннфюрер СС (20 листопада 1942)
- Оберштурмбаннфюрер СС і оберст-лейтенант охоронної поліції (20 квітня 1945)

## Нагороди[2]
- Залізний хрест
  - 2-го класу (26 листопада 1917)
  - 1-го класу (9 липня 1919)
- Сілезький Орел 2-го і 1-го ступеня (27 серпня 1919) — отримав 2 нагороди одночасно.
- Нагрудний знак «За поранення» в сріблі (21 листопада 1919[2] або 7 грудня 1920[1])
- Фландрійський хрест
- Хрест австрійського Почесного легіону з мечами (15 серпня 1920)
- Пам'ятна відзнака за Верхню Сілезію (22 березня 1921)
- Військова медаль союзу Киффгойзера (13 травня 1922)
- Ювілейний хрест (2 грудня 1930)[1]
- Пам'ятна військова медаль (Угорщина) з мечами (11 червня 1933)
- Почесний хрест ветерана війни з мечами (26 листопада 1934)
- Пам'ятна військова медаль (Австрія) з мечами (17 квітня 1935)
- Спортивний знак СА
  - в бронзі (4 серпня 1935)
  - в сріблі (20 січня 1936)
- Пам'ятна Олімпійська медаль (5 травня 1937)
- Медаль за участь у Європейській війні (1915—1918) (25 листопада 1937)
- Велика відзнака Німецького стрілецького союзу в бронзі (20 липня 1938)
- Медаль «За вислугу років у поліції»
  - 3-го і 2-го ступеня (18 років) (26 вересня 1938) — отримав 2 медалі одночасно.
  - 1-го класу (25 років) (25 квітня 1941)
- Зіґ-руни СС (1 січня 1939)[1]
- Застібка до Залізного хреста
  - 2-го класу (19 червня 1940)
  - 1-го класу (17 серпня 1942)
- Кільце «Мертва голова» (4 серпня 1940)[1]
- Почесний знак протиповітряної оборони 2-го класу (30 жовтня 1940)
- Нагрудний знак «За поранення»
  - в сріблі (28 серпня 1942)
  - в золоті (24 квітня 1945)
- Хрест Воєнних заслуг 2-го класу з мечами (4 серпня 1943)
- Нагрудний знак «За боротьбу з партизанами» в бронзі (13 лютого 1945)